# Alouette de Rudd
Heteromirafra ruddi
Espèce
Statut de conservation UICN

 EN  : En danger
L'Alouette de Rudd (Heteromirafra ruddi) est une espèce de passereaux qui, comme toutes les alouettes, appartient à la famille des Alaudidae.

## Répartition
Elle est endémique en Afrique du Sud.

## Habitat
Elle habite les prairies sèches tropicales et subtropicales en altitude.
Elle est menacée par la perte de son habitat.